# Dieffenbachia killipii
Dieffenbachia killipii är en kallaväxtart som beskrevs av Thomas Bernard Croat. Dieffenbachia killipii ingår i släktet prickbladssläktet, och familjen kallaväxter. Inga underarter finns listade.